# Birgisch
Birgisch es una comuna suiza del cantón del Valais, localizada en el distrito de Brig. Limita al norte, al este y al sur con la comuna de Naters, y al oeste con Mund.